# Mai Charoenpura
Mai Charoenpura, en thai: ใหม่ เจริญปุระ (Bangkok, 5 de gener de 1969 -), va ser una cantant i actriu tailandesa.
El seu primer senzill, "Sud Rid Sud Ded", "Kwak Hua Jai", "Siea Jai Dai Yin Mai", "Pae Jai", "Kwam Rak Sud Khob Fa".

## Discografia

### Àlbum d'estudi
- Mai Muan ไม้ม้วน (1989)
- Mai Keed Fai ไม้ขีดไฟ (1990)
- Kwam Lap Sud Khoffa ความลับสุดขอบฟ้า (1992)
- Phee Suea Kab Phayu ผีเสื้อกับพายุ (1994)
- Chiwit Mai ชีวิตใหม่ (1997)
- Plaeng Rid แผลงฤทธิ์ (1998)
- Khon Dieaw Nai Hua Jai คนเดียวในหัวใจ (2002)
- Always Mai Samer Always ใหม่เสมอ (2006)

## Filmografia
- 1987: Nang Nuan
- 2001: The Legend of Suriyothai[4]
- 2008: Memory
- 2009: Meat Grinder
- 2010: Still
- 2011: Mai ka Mam don ka don